# Napad na Chester
Napad na Chester se je zgodil med ameriško revolucijo, ko so ameriški gusar, kapitan Noah Stoddard iz Fairhaven, Massachusetts in štiri druge gusarske ladje napadli britansko naselbino  Chester, Nova Škotska 30. junija 1782. Mesto je branil stotnik Jonathan Prescott.

## Ozadje
Med ameriško revolucijo so Novo Škotsko redno napadale ameriške revolucionarne sile po kopnem in morju. Skozi vso vojno so ameriški gusarji opustošili pomorsko gospodarstvo z napadi na številne obalne skupnosti. Nenehni so bili napadi gusarjev, ki so se začeli sedem let prej z napadom na St. John in so vključevali napade na vse glavne postojanke v Novi Škotski. Prvi napad na Chester se je zgodil leta 1779, drugi pa tri leta pozneje.

## Napad na Chester
30. junija, dan pred napadom na Lunenburg, so Stoddard in dva druga gusarja napadla Chester, Nova Škotska in streljala s topovi s svojih ladij. Stotnik milice Jonathan Prescott je streljal s topovi iz utrdbe. (Topovi, ki jih je uporabljal Prescott, so zdaj na območju Chester Legion.) Prescottov topovski ogenj je zadel enega od gusarjev. Posledično so se gusarji umaknili za Nass' Point. Posadke so šle na kopno in prosile Prescotta, da pokopljejo njihovega mrtvega. Prescott je dejal, da jim bodo pomagali, če se razorožijo. Sčasoma je Prescott povabil Stoddarda in druga dva kapitana na čaj. Zavedajoč se, da je skupnost še vedno ranljiva za napad, sta Prescott in njegov sin lagala gusarjem, da je poveljnik Creighton iz Lunenburga poslal 100 vojakov, ki naj bi bili nastanjeni v Chesterju tisti večer. Ob umiku gusarjev na njihove ladje je stotnik Jacob Millett vodil ženske in otroke, ki so marširali v rdečih barvah, pretvarjajoč se, da so britanski vojaki iz Lunenburga. Gusarji so zapustili Chester, da bi naslednji dan napadli Lunenburg.

## Posledice
Dan po napadu na Chester so ameriški gusarji preusmerila svoj napad na Lunenburg, verjetno verjujoč, da je milica iz Lunenburga zapustila mesto, da bi branila Chester.
Jonathan Prescott je bil osumljen, da je simpatizer ameriških patriotov, saj naj bi po začetnem sovražnem spopadu kapitanu Noah Stoddardu dovolil pokopati njegove mrtve in nato z njim pil čaj dan pred tem, ko je Stoddard organiziral napad na Lunenburg. Ljudje so bili sumničavi tudi glede Prescottove zvestobe, saj je bilo več članov dr. Prescottove družine domoljubov v ameriški revoluciji; njegov nečak Samuel je jezdil s Paulom Reverejem v znamenitem opozarjanju patriotov pred bitko v Concordu. Samuel je bil sčasoma odpeljan v ujetništvo v Halifaxu, kjer naj bi umrl med vojno. Jonathan je enega od svojih sinov poimenoval po Samuelu in pokopan je na Old Burying Ground v Halifaxu. Jonathanov sin Joseph se je pridružil kontinentalni vojski, se boril  v Fort Ticonderogi in bil ustanovni član Družbe Cincinnatija. Drug od dr. Prescottovih sinov, John, se je boril v bitki pri Lexingtonu in Concordu. Njegov drugi sin je bil hortikulist Charles Ramage Prescott.
Po vojni je Jonathan Prescott dobil blokovsko hišo, sodobno hišo Wisteria Cottage House in jo uporabljal kot svoj dom.